# Rosa Palomino
Rosa Palomino Chahuares (Platería, Puno, 11 de marzo de 1951-ibidem, Puno, 27 de marzo de 2022) fue una comunicadora aimara y activista peruana defensora de los derechos de las mujeres indígenas. Fue reconocida como la primera mujer aimara en protagonizar la historia de la radio en Perú. En 2014 fue premiada por su trabajo por el Ministerio de Cultura Peruano. Fue presidenta de la Unión de Mujeres Aymaras de AbyaYala y formaba parte de la junta directiva de la Red de Comunicadores Indígenas de Perú.

## Biografía
Nació y pasó su infancia en la comunidad de Camacani, hoy Platería, Puno, cerca del lago Titicaca. Es hija de Leandro Palomino Aragón y Silveria Chahuares Flores. Su lengua originaria es el aimara. Realizó estudios primarios en la comunidad de Camacani mientras ayudaba a sus padres en la chacra con el ganado y en la cocina. Su madre se empeñó en que estudiara enfrentándose a la oposición inicial de su padre quien consideraba que era los varones quienes podían estudiar. Realizó estudios secundarios en el Colegio Industrial 32 de Puno y más tarde estudió en la universidad Jaime Bausate de Arequipa, aunque no terminó la carrera.
A los 16 años dejó el distrito de Platería,  para vivir en la ciudad de Puno. Fue promotora social en los denominados wawa uta, las primeras casas de niños de comunidades quechuas y aymaras organizadas para atender a los menores junto con sus madres, como una forma de protección y de atención a sus necesidades básicas. En 1983 fue educadora y promotora en Illa y Arunakasa. Estudiaba y trabajaba en el desarrollo comunal intercaladamente.
Realizó labores sindicales entre 1970 y 1980 participando en la lucha de las “tomas de tierras” en la zonas aimara y quechua de Laca laca, San Carlos, Chilletora, entre otras. En 1980 participó en el “IV Congreso Campesino-Lima” y en 1982, presidió el “I Congreso de Mujeres Quechuas y Aimaras”. En estos congresos escuchó las denuncias de discriminación de las mujeres quechuas y aimaras y pensó en la radio como un medio de difusión para denunciarlo.
En 1985, fue vicepresidenta del “I Congreso de Mujeres Aimaras-Chucuito”, que convocó a 3000 mujeres. 

### Comunicadora
Rosa Palomino es reconocida como la primera mujer aimara en protagonizar la historia de la radio en Perú según la investigadora Jacqueline Oyarce-Cruz, quien ha destacado también el enfoque de género en sus trabajos.
Empezó en radio con Ángela Metzen, Jorge Agurto, José Ignacio Vigil y Tachi Arriola, formación que le permitió conducir “Illa” (1988). Impulsó el programa radial de Sank’ayu Panqara ‘Flor de Sancayo’ y es conductora del programa Wiñaya Panqara, ‘siempre floreciendo’ (1997-2005). En el 2005, participó en el “I Encuentro de Comunicadores Indígenas-Lima” y animó la constitución de la Red de Comunicadores Indígenas del Perú (Redcip).
En 1988 creó el programa Wiñay Panqara con el apoyo de una ONG alemana y se unió a las mujeres de distritos como Acora, Chucuito, Juli y Huacullani.  El programa empezó a emitirse en radio Onda Azul y posteriormente en radio Pachamama de Puno. A través de la radio cantaban y contaban historias.
En 2013, realizó el “I Parlamento de Mujeres Aymaras-Chucuito, Puno”, constituyendo la Unión de Mujeres Aymaras del Abya Yala (UMA) que más tarde presidió. Es también fundadora de la Red de Comunicadores Indígenas de Perú. 

### Trayectoria política
En 2019 se postuló al Congreso de la República por la región Puno, ocupando el puesto número 4 en la lista del movimiento Democracia Directa.
En 2021 se presentó el libro sobre su vida "Mamá Rosa, Mujer Aymara".

## Reconocimientos
- 2014 en la resolución N° 085-2014 –MC, del Ministerio de Cultura-Lima, fue reconocida por su “aporte de la afirmación cultural, y defensa de los derechos humanos del pueblo aymara”.
- 2015 diploma de reconocimiento por el Ministerio de la Cultura, por la “preservación, conservación y difusión de la lengua Aymara”.
- 2016 la Municipalidad Provincial de Puno le concedió la resolución de Alcaldía N° 140 -2016-MPP, por la “defensa de los derechos humanos y preservación de la cultura”.
- 2017 fue reconocida por la Red de Comunicadores Indígenas del Perú por su constante labor en la “Comunicación Indígena”.